# Mukaria pallipes
Mukaria pallipes är en insektsart som beskrevs av Li och Chen 1999. Mukaria pallipes ingår i släktet Mukaria och familjen dvärgstritar. Inga underarter finns listade i Catalogue of Life.